# هجوم حكاري 2015
يشير هجوم جنوب غرب حكاري لعام 2015 إلى عملية واسعة النطاق للجيش التركي ضد المتمردين الأكراد في جبال جنوب شرق تركيا في إطار الصراع الكردي التركي (2015 إلى الوقت الحاضر) مما أدى إلى القضاء على شبكة هيكل القوات الجبلية التابعة لحزب العمال الكردستاني وقتل 119 مسلحًا وتراجع آلاف المسلحين إلى العراق. تم شن الهجوم على نطاق واسع في أوائل سبتمبر 2015 من قبل كتائب كوماندوز الجيش التركي وانتهى في أوائل نوفمبر 2015.

## الجدول الزمني
وفقًا لمصادر تركية في 5 نوفمبر 2015، قتل الجيش ما لا يقل عن 31 من حزب العمال الكردستاني في عمليات أمنية جارية في ولاية حكاري جنوب شرق تركيا خلال الـ24 ساعة الماضية. وفقًا للبيانات المنشورة على موقع الأركان العامة التركية، قتل الجيش 15 من حزب العمال الكردستاني يوم الأربعاء و16 من أعضاء المنظمة يوم الخميس في عمليات أمنية مستمرة في منطقة يوكسيكوفا بولاية حكاري.
نقلت وكالة الأناضول عن مصادر بالجيش التركي قولها إن العملية في حكاري استمرت في الفترة من 27 سبتمبر إلى 5 نوفمبر واستهدفت مخابئ الجبال التابعة لحزب العمال الكردستاني وصادرت أو دمرت أسلحة مضادة للطائرات وغيرها من الأسلحة الثقيلة. لقد قال بيان للجيش إن القوات دمرت أيضًا 18 مخبأ مصنوع يدويًا ومخبأً للذخيرة.

## خسائر
أعلنت تركيا مقتل 6 من جنودها و119 من حزب العمال الكردستاني خلال العملية ومصادرة بنادق مضادة للطائرات.